# تعرية السطح
تعرية السطح أو تآكل السطح (بالإنجليزية: Sheet erosion) أو غسل السطح (بالإنجليزية: sheet wash)، هو نوع من التآكل حيث يتم نقل حطام السطح إلى أسفل المنحدر عبر المنحدر السطحي. يحدث تآكل الصفيحة في مجموعة واسعة من الإعدادات مثل السهول الساحلية والتلال والسهول الفيضية والشواطئ. يعني تآكل السطح أن أي تدفق للمياه يؤدي إلى التآكل لا يتم ترميمه. إذا كان سطح المنحدر يحتوي على العديد من المخالفات، فإن تآكل السطح قد يفسح المجال للتآكل على طول قنوات صغيرة تسمى الكتل التي يمكن أن تتقارب وتشكل أخاديد. ومع ذلك، قد يحدث تآكل السطح على الرغم من بعض التباين المحدود في تدفق الصفيحة الناشئة عن تكتلات الأرض أو شظايا الصخور أو الغطاء النباتي.